# 기동전사 건담 복수의 레퀴엠
《기동전사 건담 복수의 레퀴엠》(일본어: 機動戦士ガンダム 復讐のレクイエム 기도센시 간다무 후쿠쇼노레쿠암[*], 영어: Mobile Suit Gundam: Requiem for Vengeance)는 선라이즈, SAFEHOUSE에서 공동 제작한 일본의 로봇 애니메이션이다.